# Jade Johnson
Jade Johnson, född den 7 juni 1980, är en brittisk friidrottare som tävlar i längdhopp.
Johnsons genombrott kom under 2002 då hon blev silvermedaljör både vid Samväldesspelen och vid EM i München. Hon deltog vid VM i Paris 2003 där hon slutade fyra efter ett hopp på 6,63. 
Hon var även i final vid Olympiska sommarspelen 2004 och blev denna gång sjua efter ett hopp på 6,80. Vid Samväldesspelen 2006 slutade hon på femte plats.
Vid Olympiska sommarspelen 2008 var hon åter i final och blev denna gång sjua efter att ha hoppat 6,64.

## Personliga rekord
- Längdhopp - 6,81 meter